# Cista d'Imoschi
Cista d'Imoschi (in croato Cista Provo) è un comune della Regione spalatino-dalmata in Croazia. Al censimento del 2011 possedeva una popolazione di 2.377 abitanti.

## Geografia antropica

### Località
Il comune di Cista d'Imoschi è suddiviso in 6 frazioni (naselja) di seguito elencate. Tra parentesi il nome in lingua italiana, generalmente desueto.
- Aržano (Arzanò[1][6][7])
- Biorine (Biorine[1][8])
- Cista Provo (Cista d'Imoschi)
- Cista Velika (Cista Grande[9])
- Dobranje (Dobragne[8][10])
- Svib (Svibo)